# Wappen an Mittelrhein und Mosel
Die Wappen an Mittelrhein und Mosel sind eine Wappensammlung aus folgenden Gebieten: Trier, Mainz, Köln, Pfalz, Luxemburg, Nassau und Hessen. Sie wurde von Rolf Zobel zusammengestellt und erstmals 2009 in einem Wappenbuch veröffentlicht. 

## Kurzbeschreibung

Familienwappen derer von Bellersheim (in: Wappen an Mittelrhein und Mosel, Rolf Zobel)

Das 527 Seiten umfassende Wappenbuch konzentriert sich auf die Darstellung regionaler Wappen und erfasst alle bisher beschriebenen Wappen der Regionen an Mittelrhein und Mosel. Der zweite Buchteil, 143 Seiten umfassende, ist ein Tabellenwerk mit Nachweisen (mit Jahreszahlen), Namen, Amtsbezeichnungen der Wappenträger. Das Grundwerk beruht auf dem Staatsarchiv Koblenz. 
Das Tafelwerk umfasst 383 alphabetisch geordnete Tafeln, auf jeder Tafel sind ungefähr 12 Abbildungen. Die Wappen werden farblich dargestellt und wo nicht möglich in Grauabstufungen abgebildet, Familienzweige werden mit den entsprechenden Varianten dargestellt.